# Vaughnsville (Ohio)
Vaughnsville es un lugar designado por el censo ubicado en el condado de Putnam en el estado estadounidense de Ohio. En el Censo de 2010 tenía una población de 262 habitantes y una densidad poblacional de 584,73 personas por km².

## Geografía
Vaughnsville se encuentra ubicado en las coordenadas 40°52′49″N 84°8′43″O / 40.88028, -84.14528. Según la Oficina del Censo de los Estados Unidos, Vaughnsville tiene una superficie total de 0.45 km², de la cual 0.44 km² corresponden a tierra firme y (1.16%) 0.01 km² es agua.

## Demografía
Según el censo de 2010, había 262 personas residiendo en Vaughnsville. La densidad de población era de 584,73 hab./km². De los 262 habitantes, Vaughnsville estaba compuesto por el 96.56% blancos, el 0% eran afroamericanos, el 0% eran amerindios, el 1.15% eran asiáticos, el 0% eran isleños del Pacífico, el 1.91% eran de otras razas y el 0.38% pertenecían a dos o más razas. Del total de la población el 1.91% eran hispanos o latinos de cualquier raza.